# Hollandia spurrelli
Hollandia spurrelli är en fjärilsart som beskrevs av George Francis Hampson 1926. Hollandia spurrelli ingår i släktet Hollandia och familjen nattflyn. Inga underarter finns listade i Catalogue of Life.